# Koldenbüttel
Koldenbüttel es un municipio situado en el distrito de Frisia Septentrional, en el estado federado de Schleswig-Holstein (Alemania). Tiene una población estimada, a fines de 2021, de 895 habitantes.
Está ubicado al noroeste del estado, cerca de la costa del mar del Norte y de la frontera con Dinamarca.